# Trey Parker
Pour les articles homonymes, voir Trey et Parker.
Trey Parker, né le 19 octobre 1969 à Denver dans le Colorado, est un réalisateur et scénariste américain. Il est connu pour être le cocréateur, réalisateur et scénariste de la série animée South Park, et comme metteur en scène, co-scénariste, co-compositeur et co-parolier de la comédie musicale The Book of Mormon.
Le travail de Parker sur South Park lui a valu cinq Emmy Awards, puis pour The Book of Mormon quatre Tony Awards et un Grammy Award.

## Biographie
Il est connu pour être un des deux créateurs de la série animée à caractère satirique South Park, coréalisée avec Matt Stone. Il doit le lancement de sa carrière à Lloyd Kaufman, qui lui a permis d'exprimer sa créativité en participant à certaines de ses réalisations. Ainsi, le premier long métrage de Trey Parker, Cannibal! The Musical, a été édité chez Troma Entertainment, la société de production de Lloyd Kaufman.

### Vie privée
Il est marié à Emma Sugiyama de 2006 à 2008, puis à Boogie Tillmon avec qui il a une fille, Betty Boogie Parker, née en 2013.
Il est membre du parti libertarien américain.

## South Park
Trey Parker et Matt Stone sont les scénaristes du premier RPG basé sur la série : South Park : Le Bâton de la vérité, sorti le 4 mars 2014. Il est conçu par Obsidian Entertainment et THQ (projet racheté par Ubisoft à la suite de la faillite en décembre 2012 de THQ). Ils sont également scénaristes de sa suite South Park : L'Annale du destin sorti en 2017.
Le 5 août 2021, il signe avec Matt Stone un contrat pour faire 14 films qui seront diffusés sur la plateforme de streaming Paramount+, ce contrat inclut aussi la création de nouvelles saisons de South Park pour la chaîne Comedy Central.

## Filmographie
- 1992 : L'Esprit de Noël : Acteur, Producteur, Scénariste
- 1993 : Cannibal! The Musical : Réalisateur, Acteur, Producteur, Scénariste
- 1995 : Jesus vs. Santa : Acteur, Producteur, Scénariste
- 1995 : Time Warped (en) : Créateur, Acteur
- 1995 : Your Studio and You (en) : Acteur, Scénariste, Réalisateur :Caméo
- 1997 : South Park (Série télévisée; 1997–présent) : Cocréateur, Voix, Scénariste, Réalisateur, Producteur exécutive
- 1997 : Capitaine Orgazmo : Réalisateur, Acteur, Scénariste, Producteur
- 1998 : Baseketball : Acteur
- 1999 : South Park, le film : Réalisateur, Voix, Scénariste, Producteur (Nomination - Oscar de la meilleure chanson originale)
- 1999 : Terror Firmer : Acteur
- 2000 : Even If You Don't (en) (Vidéo musicale) : Réalisateur
- 2001 : Princess (en) : Réalisateur, Scénariste, Voix, Producteur : Pilotes
- 2001 : Bush Président : (Série télévisée) : Cocréateur, Scénariste, Producteur exécutive : Caméo
- 2004 : Team America, police du monde : Réalisateur, Scénariste, Voix, Producteur
- 2004 : Tales from the Crapper (en) : Caméo
- 2005 : The Aristocrats : Invité
- 2007 : Kenny vs. Spenny : Producteur exécutif
- 2007 : Saul of the Mole Men : Voix
- 2017 : Moi, moche et méchant 3 : Balthazar Bratt

### Voix dansSouth Park
- Stan et son père Randy Marsh
- Eric Cartman
- Herbert Garrison
- Clyde
- Craig
- Timmy
- Jimmy
- M. Mackey
- Philip
- M. Hankey

## Récompenses

### Tony Awards
Trey Parker a remporté quatre Tony Awards en 2011 pour The Book of Mormon.
- Tony Award de la meilleure comédie musicale
- Tony Award du meilleur livret de comédie musicale
- Tony Award de la meilleure mise en scène pour une comédie musicale
- Tony Award de la meilleure partition originale

### Emmy Awards
Parker a reçu dix nominations pour les Primetime Emmy Awards et en a remporté quatre.
- 2005 : Primetime Emmy Award for Outstanding Animated Program (for Programming Less Than One Hour) : Les Super Meilleurs Potes
- 2007 : Primetime Emmy Award for Outstanding Animated Program (for Programming Less Than One Hour) : Make Love, Not Warcraft
- 2008 : Primetime Emmy Award for Outstanding Animated Program (for Programming One Hour or More) : Imaginationland
- 2009 : Primetime Emmy Award for Outstanding Animated Program (for Programming Less Than One Hour) : Margaritaville

### Grammy Awards
Parker a remporté un Grammy Award
- 2011 : Grammy Award du meilleur album de comédie musicale : The Book of Mormon: Original Cast Recording (en)[3]

### Academy Awards
Parker a été nommé pour un oscar.
- 1999 - Oscar de la meilleure chanson originale : Blame Canada figurant dans South Park, le film[4]

### Game Awards
Parker a remporté un Game Award en 2014 pour son doublage dans South Park : Le Bâton de la vérité.